# Григорий Сятистевс
Григорий (на гръцки: Γρηγόριος) е гръцки духовник, митрополит на Охридската архиепископия.

## Биография
Роден е в югозападномакедонското градче Сятища, Османската империя и затова носи прякора Сятистевс (Σιατιστεύς), тоест Сятищанин. Избран е за гревенски митрополит и оглавява епархията от 1759 до 1767 година. Митрополит Григорий е споменат в ктиторския надпис от 1760 година на църквата „Свети Георги“ в гревенското село Периволи.
Григорий заедно с Евтимий II Костурски, Герман Воденски, Ананий III Струмишки, Генадий Корчански и Никифор Сисанийски се оплаква пред Цариградската патриаршия от лошото състояние на Охридската архиепископия и успява да постигне закриването ѝ в 1767 година.